# Czesław Zajączkowski (major)
Czesław Zajączkowski (ur. 10 lipca 1893, zm. 2 kwietnia 1930) – major piechoty Wojska Polskiego, kawaler Orderu Virtuti Militari, inwalida wojenny.

## Życiorys

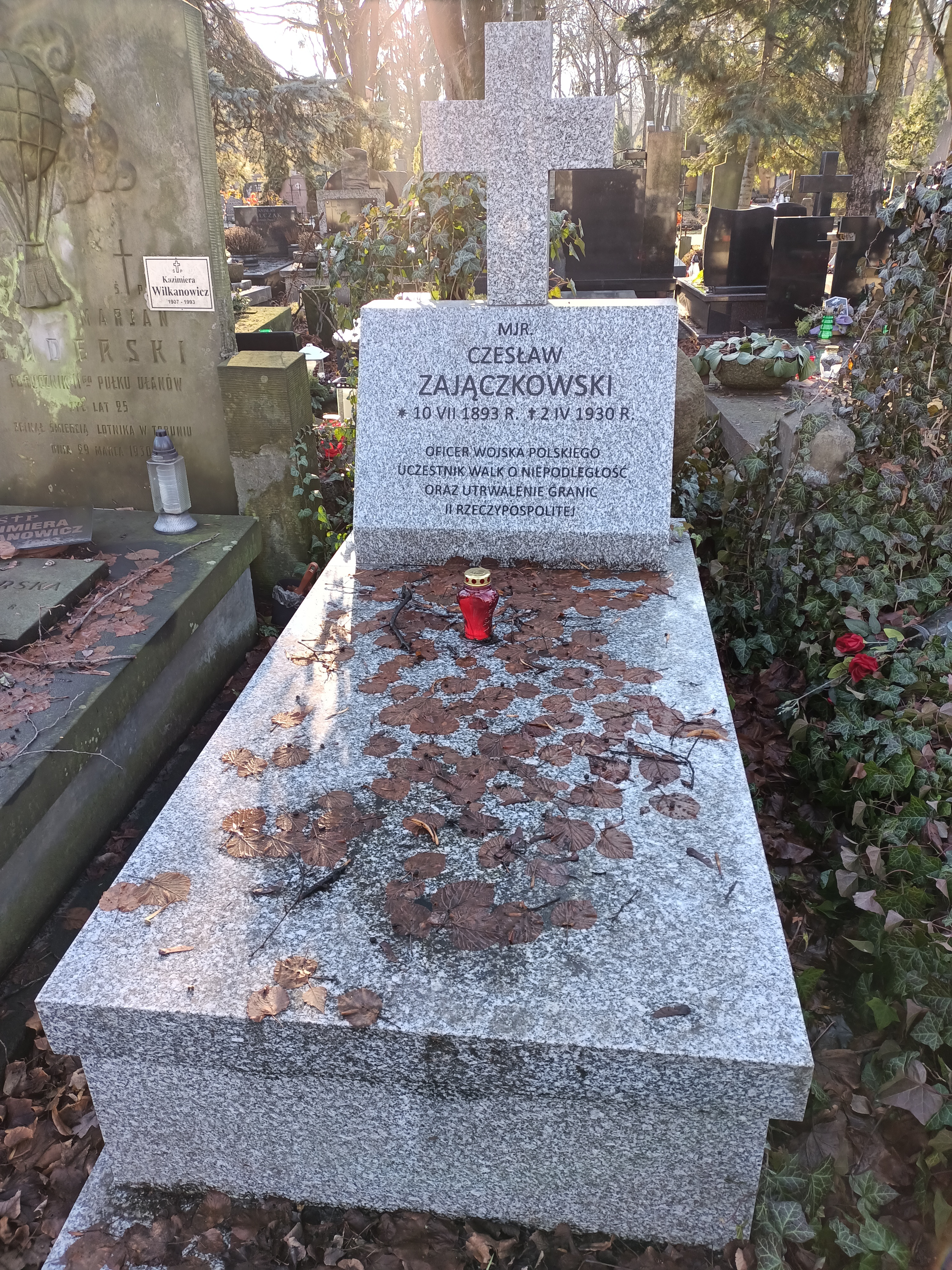
Grób Czesława Zajączkowskiego na Cmentarzu Wojskowym na Powązkach

Urodził się 10 lipca 1893. Podczas I wojny światowej wstąpił do Legionów Polskich i służył w szeregach 2 pułku piechoty w składzie II Brygady.
Potem w c. i k. Armii był żołnierzem 57 pułku piechoty. W tym okresie przebywał w polu na wszystkich frontach przez 36 miesięcy i był sześć razy ranny. Pod Monte Gabriele stracił lewe oko i lewą rękę. Na stopień chorążego rezerwy został mianowany ze starszeństwem z 1 lipca 1916 w korpusie oficerów piechoty. Później został przemianowany na oficera zawodowego i awansowany na stopień nadporucznika ze starszeństwem z 1 listopada 1917 w korpusie oficerów piechoty. U kresu wojny w dniu 30 października 1918 wraz z garstką żołnierzy 57 p.p. dokonał rozbrojenia żołnierzy austriackiego 89 pułku piechoty, po czym jako pierwszy oficer pełnił służbę w krakowskim odwachu.
Od końca 1918 uczestniczył w walkach wojny polsko-ukraińskiej. W tym okresie odznaczał się wielokrotnie, co potwierdzano w komunikatach i biuletynach Naczelnego Dowództwa Wojsk Polskich. Służył w 5 pułku Piechoty Legionów i jako dowódca 10 kompanii brał udział w zwycięskich walkach pod Przemyślem, Medyką, Mościskami, Gródkiem, Lwowem, Dublanami, wykazując się skutecznymi działaniami. W dniu 13 grudnia na czele 10 kompanii, plutonu saperów i Legii Oficerskiej przeprowadził wypad na Janów. Ze swoimi podkomendnymi zdobył tam 8 karabinów maszynowych i wziął do niewoli 102 jeńców. Po zwycięstwie tamże w drodze powrotnej do Lwowa razem z ppor. Urzędowskim zaatakował pod Maleczycami 30 Ukraińców. Został przez nich schwytany, ciężko raniony kolbami, po czym został odbity przez swoich żołnierzy z 10 kompanii. Po oswobodzeniu pozostał przy swojej jednostce.
7 lipca 1919 został formalnie przyjęty do Wojska Polskiego z byłej armii austro-węgierskiej, z zatwierdzeniem posiadanego stopnia kapitana i zaliczony do I Rezerwy. 21 grudnia 1920 jako kapitan Sztabu Generalnego został przydzielony do Dowództwa Okręgu Generalnego „Kielce”. 1 marca 1920 ogłoszono jego przydział do DOGen. „Kielce” z Generalnego Inspektoratu Piechoty. 22 kwietnia 1921 został zatwierdzony z dniem 1 kwietnia 1920 w stopniu kapitana, w piechocie, w grupie oficerów byłej armii austro-węgierskiej. 8 maja 1921 dowódca okręgu stwierdził, że pozostaje on „w dyspozycji DOGen.” 1 czerwca 1921 był majorem SG, a jego oddziałem macierzystym był Oddział V Sztabu Ministerstwa Spraw Wojskowych. W tym samym miesiącu został „oddany do dyspozycji” Inspektoratu Armii Nr IV w Krakowie. 3 maja 1922 został zweryfikowany w stopniu majora ze starszeństwem od 1 czerwca 1919 i 447. lokatą w korpusie oficerów piechoty. 8 czerwca 1922 został wcielony do 16 pułku piechoty w Tarnowie jako oddziału macierzystego. W 1923 był majorem SG w 38 pułku piechoty w Przemyślu. Z dniem 30 kwietnia 1924 został przeniesiony w stan spoczynku z powodu trwałej niezdolności do służby wojskowej stwierdzonej w drodze superrewizji. Mieszkał w Warszawie.
W październiku 1924 został zatrzymany przez żandarmerię, a następnie oddany do dyspozycji urzędu śledczego.
Zmarł 2 kwietnia 1930. Został pochowany na Cmentarzu Wojskowym na Powązkach w Warszawie.

## Ordery i odznaczenia
- Krzyż Srebrny Orderu Wojskowego Virtuti Militari nr 2002 – 15 marca 1921[23][24]
- Krzyż Walecznych[25]
- Krzyż Obrony Lwowa[26]
- Odznaka pamiątkowa „Orlęta”[26]
- Order Korony Żelaznej 3. klasy[26]
- Krzyż Zasługi Wojskowej 3 klasy z dekoracją wojenną i mieczami[27][26]
- Srebrny Medal Waleczności 1 klasy[27]
- Srebrny Medal Waleczności 2 klasy[27]
- Krzyż Wojskowy Karola[27]
- Medal Rannych z pięcioma paskami[26]
- pruski Krzyż Żelazny II klasy[26]
- pruski Medal Waleczności[26]